# دهستان حاجیلو
حاجی لو دهستانی از توابع بخش مرکزی شهرستان کبودرآهنگ در استان همدان ایران است. مرکز این دهستان، روستای داقداق آباد است.

## جمعیت
براساس سرشماری سال ۱۳۸۵ جمعیت آن ۱۴۵۸۷ نفر (در ۳۲۴۶ خانوار) بوده‌است.